# ديوبيا أوباري
ديوبيا أوباري (بالإنجليزية: DeObia Oparei)‏ (من مواليد 7 ديسمبر 1971) هو ممثل وكاتب مسرحي بريطاني. اشتهر بأدواره المدفعي في فيلم قراصنة الكاريبي: في بحار غريبة (2011)، ورونغو في فيلم دمبو(2019)، وشخصية لوكي متفاخر في مسلسل لوكي (2021).

## النشأة
ولد أوباري في 7 ديسمبر 1971 في هاكني، لندن، لأبوين من أصل نيجيري.